# Nicole Hauer
Nicole Hauer (* 9. März 1987 in Freyung) ist eine deutsche Skispringerin.

## Werdegang
Hauer begann im Alter von sechs Jahren 1993 mit dem Skispringen. 1999 wurde sie Bayerwaldmeisterin. 2001 gelang Hauer bei den Deutschen Meisterschaften ein zehnter Platz. Ein Jahr später wurde sie Vierte bei den Deutschen Jugendmeisterschaften. Beim FIS-Ladies-Grand-Prix 2002 erreichte sie auf ihrer Heimschanze in Rastbüchl den 19. Platz. Im gleichen Jahr erreichte sie erneut den 10. Platz bei den Deutschen Meisterschaften. 2003 trat sie erneut beim Grand-Prix an. Dabei erreichte sie am 24. August 2003 mit dem 17. Platz in Meinerzhagen ihre beste Einzelplatzierung. Bei den Deutschen Meisterschaften im Skispringen der Damen 2004 in Meinerzhagen gelang ihr der Sprung auf den 7. Platz. Am 16. Februar 2005 gab Hauer ihr Debüt im Skisprung-Continental-Cup. Bereits in ihrem zweiten Springen in Meinerzhagen im August 2005 erreichte sie dabei die Punkteränge. Auch in Breitenberg im Februar 2006 gelang ihr dies. Mit den gewonnenen Punkten beendete sie die Saison 2005/06 auf dem 55. Platz in der Continental-Cup-Gesamtwertung. Auch in der folgenden Saison gelangen ihr mehrere Punktgewinne, mit denen sie am Ende den 61. Platz in der Gesamtwertung belegte. Nachdem ihr jedoch in der Saison 2007/08 im Continental Cup keinerlei Erfolge mehr gelangen, startete sie ab 2008 nur noch auf nationaler Ebene. So erreichte sie bei den Deutschen Meisterschaften im Skispringen der Damen 2008 in Oberhof den 14. Platz im Einzel und gemeinsam mit Stefanie Reischl als Team Bayern II im Teamspringen den 9. Platz.